# Tritaxys heterocera
Tritaxys heterocera là một loài ruồi trong họ Tachinidae.